# Riomayor (Bergondo)
Riomayor (en gallego y oficialmente, Riomaior) es una aldea española situada en la parroquia de Lubre, del municipio de Bergondo, en la provincia de La Coruña, Galicia.

## Demografía
| Gráfica de evolución demográfica de Riomaior entre 2000 y 2021 |
|                                                                |
| Datos según el nomenclátor publicado por el INE.               |